# 圣于连德佩罗拉斯
圣于连德佩罗拉斯（法語：Saint-Julien-de-Peyrolas，法語發音：[sɛ̃ ʒyljɛ̃ də peʁɔlas]）是法国加尔省的一个市镇，属于尼姆区。

## 地理
圣于连德佩罗拉斯（44°17'17"N, 4°33'55"E）面积12.54 平方千米，位于法国奧克西塔尼大區加尔省，该省份为法国南部沿海省份，南端濒地中海，北起顺时针与阿尔代什省、沃克吕兹省、罗讷河口省、埃罗省、阿韦龙省和洛泽尔省接壤。
与圣于连德佩罗拉斯接壤的市镇（或旧市镇、城区）包括：圣瑞斯、阿尔代什河畔圣马丹、艾盖兹、圣波莱德凯松、萨拉扎克。

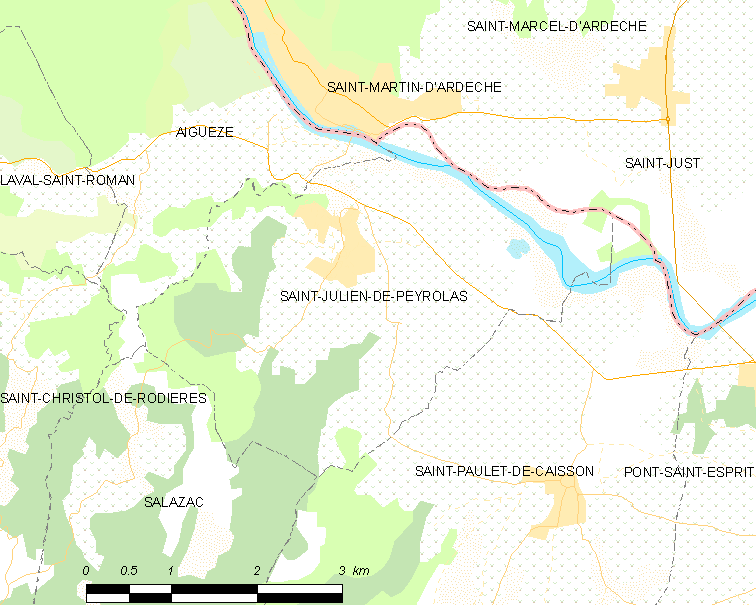
圣于连德佩罗拉斯的OSM定位图

圣于连德佩罗拉斯的时区为UTC+01:00、UTC+02:00（夏令时）。

## 行政
圣于连德佩罗拉斯的邮政编码为30760，INSEE市镇编码为30273。

## 政治
圣于连德佩罗拉斯所属的省级选区为蓬圣埃斯普里县。

## 人口

1962-2008年间圣于连德佩罗拉斯人口变化图示

圣于连德佩罗拉斯于2022年1月1日时的人口数量为1501人。